# جام خیریه انگلستان ۱۹۲۰
 جام خیریه انگلستان ۱۹۲۰ ، هفتمین رقابت سالانه مابین قهرمانان لیگ دسته اول فوتبال انگلستان و جام حذفی فوتبال انگلستان است.
این مسابقه در تاریخ ۱۵ مه ۱۹۲۰ مابین تیم‌های وست برومویچ و تاتنهام در ورزشگاه وایت هارت لن لندن برگزار شده‌است.
تیم وست برومویچ در این مسابقه با نتیجه دو بر صفر به پیروزی رسید.

## جزئیات مسابقه
| وست برومویچ | ۲ – ۰ | تاتنهام |
| ----------- | ----- | ------- |
| جو اسمیت    |       |         |